# Сюй Сянцянь
Сюй Сянця́нь (кит. упр. 徐向前, пиньинь Xú Xiàngqián; 8 ноября 1901 — 21 сентября 1990) — китайский военный деятель, маршал НОАК.

## Биография
Выпускник 1-го набора военной школы Вампу. Член Союза молодых военных Китая, командир роты в уханьском отделении ЦВПШ, командир курсантского взвода в Вампу.
Вступил в Коммунистическую партию Китая в 1927 году, участник восстания в Гуанчжоу в декабре 1927 года. В 1930—1933 годах один из главных военных руководителей обороны Хубэй-Хэнань-Аньхойского советского района. 8 мая 1932 года одержал победу над войсками Гоминьдана при Суцзяпу.
С 1945 года член ЦК КПК, с 1967 года член Политбюро ЦК, маршал КНР (1955). Занимал посты заместителя председателя Госсовета КНР, начальника Генштаба НОАК, министра обороны КНР (1978—1981), заместителя председателя Центрального военного совета КНР, Военного совета при ЦК КПК. Руководитель всеармейской группы по делам «культурной революции».